# Flaviola
Flaviola, nome artístico de Flávio Tadeu Rangel Lira (por vezes grafado "Flavio Lyra"; Recife, 10 de dezembro de 1952 – Recife, 12 de junho de 2021), foi um poeta, cantor e compositor brasileiro, sendo um dos principais expoentes da cena musical psicodélica pernambucana dos anos 1970, junto com Alceu Valença, Ave Sangria, Lula Côrtes, Marconi Notaro e Lailson.
Em 1972, o Flaviola, junto ao grupo Nuvem 33, fez uma apresentação na Feira Experimental de Música de Nova Jerusalém.
Em 1974, Flaviola gravou seu único disco - Flaviola e O Bando do Sol - que foi selecionado pela Senhor F - A Revista do Rock como uma das referências do chamado movimento Udigrudi. Participam deste álbum, além do Flaviola, a nata de músicos que consolidou o agreste psicodélico setentista, a saber: Lula Côrtes, Paulo Raphael, Robertinho de Recife e Zé da Flauta.
Em 2015, Flaviola foi um dos artistas a se apresentar na 23ª edição do Festival Abril Pro Rock.
Em 2020, lançou seu segundo disco "Ex-tudo", após 44 anos de hiato. O álbum foi produzido pelo músico e produtor pernambucano D Mingus.
Morreu dia 12 de junho de 2021 aos 68 anos de idade, em decorrência da COVID-19.

## Discografia
- 1974 - Flaviola e O Bando do Sol
- 2020 - Ex-tudo